# Brain Research through Advancing Innovative Neurotechnologies
La llamada Iniciativa BRAIN, también referida como Brain Research through Advancing Innovative Neurotechnologies o Brain Activity Map Project (en español: Investigación del cerebro a través del avance de las neurotecnologías innovativas o Proyecto de mapeo de la actividad cerebral), es una iniciativa de investigación colaborativa ideada por el neurobiólogo Español Rafael Yuste y anunciada por la administración Obama el 2 de abril de 2013, con el objetivo de trazar un mapa de la actividad de cada neurona en el cerebro humano. Basado en el éxito del Proyecto de Genoma Humano (HGP por su sigla en inglés), la iniciativa planea asignar más de 300 millones de dólares por año durante diez años.

## Anuncio

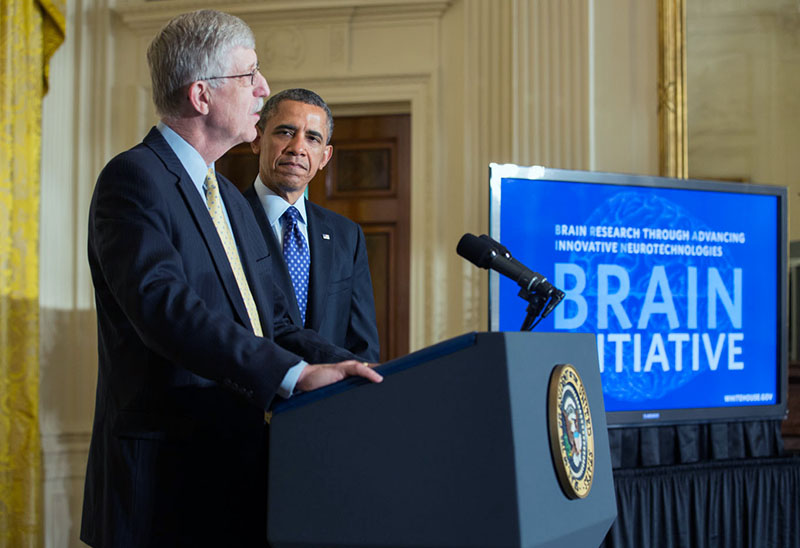
Francis Collins junto al Presidente Barack Obama anunciando el proyecto.

En septiembre de 2011, el biólogo molecular Miyoung Chun de la The Kavli Foundation, organizó una conferencia en Londres, en la que los científicos sentaron las bases e ideas principales de un proyecto como el referido.
En reuniones subsecuentes, científicos de laboratorios estadounidenses, incluidos miembros de la Office of Science and Technology Policy, así como de otras instituciones tales como el Howard Hughes Medical Institute, y el Allen Institute for Brain Science, junto a representantes de las empresas Google, Microsoft, y Qualcomm, trabajaron sobre posibles planes para la organización y el esquema de financiamiento del proyecto.
En una rueda de prensa el 2 de abril de 2013, el Presidente Barack Obama anunció que buscaría apoyar esta iniciativa con un gasto inicial de 100 millones de dólares durante el año fiscal 2014. Por su parte Eric Cantor, político estadounidense y miembro del Partido Republicano, dijo que también apoyaría esta asignación presupuestaria. Un refuerzo presupuestario adicional también fue comprometido por parte del 'Allen Institute for Brain Science', el 'Howard Hughes Medical Institute', la 'Kavli Foundation', y el 'Salk Institute for Biological Studies'. En esa oportunidad, la Casa Blanca anunció que un plan detallado sería formulado hacia fines del verano (septiembre de 2013), con la participación de los National Institutes of Health, la Defense Advanced Research Projects Agency (DARPA), la National Science Foundation, y conducido por los neurocientistas Cornelia Bargmann y William Newsome.

## Grupo de trabajo
El consejo asesor del proyecto está integrado por:
| - Cornelia Bargmann, PhD (co‐chair), Rockefeller University - William Newsome, PhD (co‐chair), Stanford University - David J. Anderson, PhD, California Institute of Technology - Emery Brown, MD, PhD, Massachusetts Institute of Technology - Karl Deisseroth, MD, PhD, Stanford University - John Donoghue, PhD, Brown University - Peter MacLeish, PhD, Morehouse School of Medicine - Eve Marder, PhD, Brandeis University | - Richard Normann, PhD, University of Utah - Joshua Sanes, PhD, Harvard University - Mark Schnitzer, PhD, Stanford University - Terry Sejnowski, PhD, Salk Institute for Biological Studies - David Tank, PhD, Princeton University - Roger Y. Tsien, PhD, University of California, San Diego - Kamil Ugurbil, PhD, University of Minnesota |

## BRAIN Initiative Cell Atlas Network (BICAN)
La iniciativa Brain Research through Advancing Innovative Neurotechnologies (BRAIN) de los National Institutes of Health (NIH), fué lanzada en 2013.

Se examinó primero la viabilidad de escalar las tecnologías de creación de perfiles de células individuales, BRAIN Initiative Cell Census Network (BICCN) (Red de Censos de Células de la Iniciativa BRAIN) y se lanzó luego una fase de cinco años que fué de 2017 a 2022, con el objetivo de realizar perfiles y caracterizaciones sistemáticas de tipos de células multimodales de todo el cerebro del ratón. El BICCN ha completado atlas transcriptómicos espaciales y RNA-seq de cerebro de ratón completo.
Una investigación a gran escala en atlas humanos y de Primates no humanos (NHP) ha comenzado a través de la recién iniciada BRAIN Initiative Cell Atlas Network (BICAN), Red de Atlas Celular de la Iniciativa BRAIN.